# Смолник (притока Гнильця)
Смолник (словац. Smolník) — річка в Словаччині у регіоні Спиш, права притока Гнильця, протікає в окрузі Ґелниця
Довжина — 19.7 км. Витік знаходиться в масиві Воловські гори — на висоті 960 метрів у геоморфологічному підрозділі Піпітка (Pipitka) біля гори Піпітка — південно-східний схил Угорнянського перевалу. Протікає територією сіл Угорна; Смолник; Смолницька Гута і Мнішек-над-Гнілцом
Впадає у Гнилець на висоті 417 метрів.
Праві притоки
- Зимна вода
- Великокотлинський потік
- Найдовський потік
- Голецький потік
- Смольницький потік[2]
- Розбійницький потік
- безіменні притоки

Ліві притоки
- Старий потік
- безіменні притоки
- Млинівець